# Вахрушев, Андрей Геннадьевич
Андре́й Генна́дьевич Ва́хрушев (род. 17 мая 1965 года, Кирово-Чепецк, Кировская область, РСФСР, СССР) — советский хоккеист.

## Биография
Родился 17 мая 1965 года в Кирово-Чепецке. Воспитанник местной «Олимпии» (первый тренер Ю. В. Ложкин). В 14 лет был представлен к званию кандидата в мастера, в 17 — стал мастером спорта СССР.
В 1982 году был приглашён в московское «Динамо», с которым в 1983 году стал обладателем Кубка Шпенглера. После непродолжительного выступления за харьковское «Динамо» в сезоне 1984/1985 (первая лига) перешёл в «Ижсталь» (в сезонах 1985/1986 и 1987/1988 выступала в высшей лиге, в 1986 году завоевала Кубок Швеции.).
В составе советских юниорской и молодёжной сборных был чемпионом Европы среди юниоров (1983 год) и бронзовым призёром чемпионата мира среди молодежи (1985 год).
В 1998—1999 годах был начальником команды ижевского клуба «Ижсталь».

## Достижения
- Чемпион Европы среди юниоров 1983.
- Обладатель Кубка Шпенглера 1983[укр.].
- Бронзовый призёр чемпионата мира среди молодёжи 1985.